# Capanna Adula CAS
La capanna Adula CAS è un rifugio alpino situato nel comune di Blenio, nel Canton Ticino, nella Val di Carassino, nelle Alpi Lepontine, a 2.012 m s.l.m.

## Storia
La capanna fu inaugurata nel 1924, e nel 1998 è stata ristrutturata, e alla capanna originale è stata affiancata una seconda struttura. Attualmente la seconda struttura ospita i servizi igienici, le camere dei guardiani e del personale.

## Caratteristiche e informazioni
La capanna è disposta su due piani: cucina e due refettori al piano terra e le camere al primo piano. I due refettori possono offrono c.a. 40 posti a sedere. Durante il periodo giugno - ottobre la capanna è custodita, non è possibile usufruire della cucina. Durante il periodo invernale è possibile accedere alla capanna (locale invernale). Si può cucinare grazie alla stufa a legna che funge anche da unico riscaldamento, a disposizione utensili di cucina basilari, piatti e stoviglie. Legna sempre a disposizione. I servizi igienici e l'acqua corrente sono all'interno della struttura e funzionanti unicamente durante il periodo estivo.  L'illuminazione è prodotta da pannelli solari e da una turbina, anch'essi funzionanti unicamente durante il periodo estivo. Ha sei stanze suddivise in 2 da due letti, 2 da quattro letti, 1 da cinque, 1 da sette per un totale di 24 posti. Discreta copertura telefonica.

## Accessi
- Diga del Luzzone 1.606 m - è raggiungibile con l'autobus di linea durante i mesi estivi (linea 135) - Tempo di percorrenza: 2 ore e 30 minuti - Dislivello: 406 metri - Difficoltà: T1
- Diga di Carassina 1.707 m - è raggiungibile in auto - Tempo di percorrenza: 1 ora e 15 minuti - Dislivello: 305 metri - Difficoltà: T1
- Olivone 902 m - è raggiungibile sempre anche con l'autobus di linea (linea 131) - Tempo di percorrenza: 3 ore e 15 minuti - Dislivello: 1.110 metri - Difficoltà: T2
- Dangio 801 m - è raggiungibile sempre anche con l'autobus di linea (linea 131) - Tempo di percorrenza: 3 ore - Dislivello: 1.211 metri - Difficoltà: T2
- Ghirone 1.217 m - è raggiungibile sempre anche con l'autobus di linea (linea 135) - Tempo di percorrenza: 4 ore - Dislivello: 795 metri - Difficoltà: T1

## Escursioni
- Laghetti della Colma 2.243 m - Tempo di percorrenza: 1 ora e 15 minuti - Dislivello: 231 metri - Difficoltà: T2
- Laghetto dei Cadabi 2.646 m - Tempo di percorrenza: 2 ore - Dislivello: 634 metri - Difficoltà: T2
- Passo del Laghetto 2.646 m - Tempo di percorrenza: 2 ora - Dislivello: 634 metri

## Ascensioni
- Cima di Bresciana 2.390 m - Tempo di percorrenza: 1 ora e 30 minuti - Dislivello: 378 metri
- Cima di Pinadee 2.486 m - Tempo di percorrenza: 1 ora e 30 minuti - Dislivello: 474 metri
- Adula 3.402 m - Tempo di percorrenza: 4 ore - Dislivello: 1.390 metri - Difficoltà: F
- Grauhorn 3.260 m - Tempo di percorrenza: 4 ore - Dislivello: 1.248 metri
- Piz Cassimoi 3.129 m - Tempo di percorrenza: 3 ore e 30 minuti - Dislivello: 1.117 metri
- Cima della Negra 2.999 m - Tempo di percorrenza: ? - Dislivello: 987 metri
- Piz Jut 3.129 m - Tempo di percorrenza: ? - Dislivello: 1.117 metri
- Punta dello Stambecco 3.107 m - Tempo di percorrenza: ? - Dislivello: 1.095 metri
- Cima di Fornee 3.054 m - Tempo di percorrenza: ? - Dislivello: 1.042 metri

## Traversate
- Capanna Adula UTOE 1 ora
- Capanna Quarnèi 3 ore
- Capanna Motterascio 3 ore
- Capanna Scaradra 4 ore e 30 minuti
- Capanna Alpe di Prou 5 ore
- Läntahütte (GR) 6 ore
- Zapporthütte (GR) 6 ore